# José Gaspar Rodríguez de Francia
José Gaspar Rodríguez de Francia y Velasco (Assunção, 6 de janeiro de 1766 — Assunção, 20 de setembro de 1840) foi um teólogo, advogado, revolucionário e político paraguaio.
Ocupou vários cargos no Governo independente, sendo primeiramente Secretário da Junta, depois Cónsul, juntamente com o comandante militar Fulgencio Yegros. Pela Assembleia foi nomeado Ditador Temporário e finalmente, em 1816, Ditador Perpétuo da República do Paraguai.

## Biografia

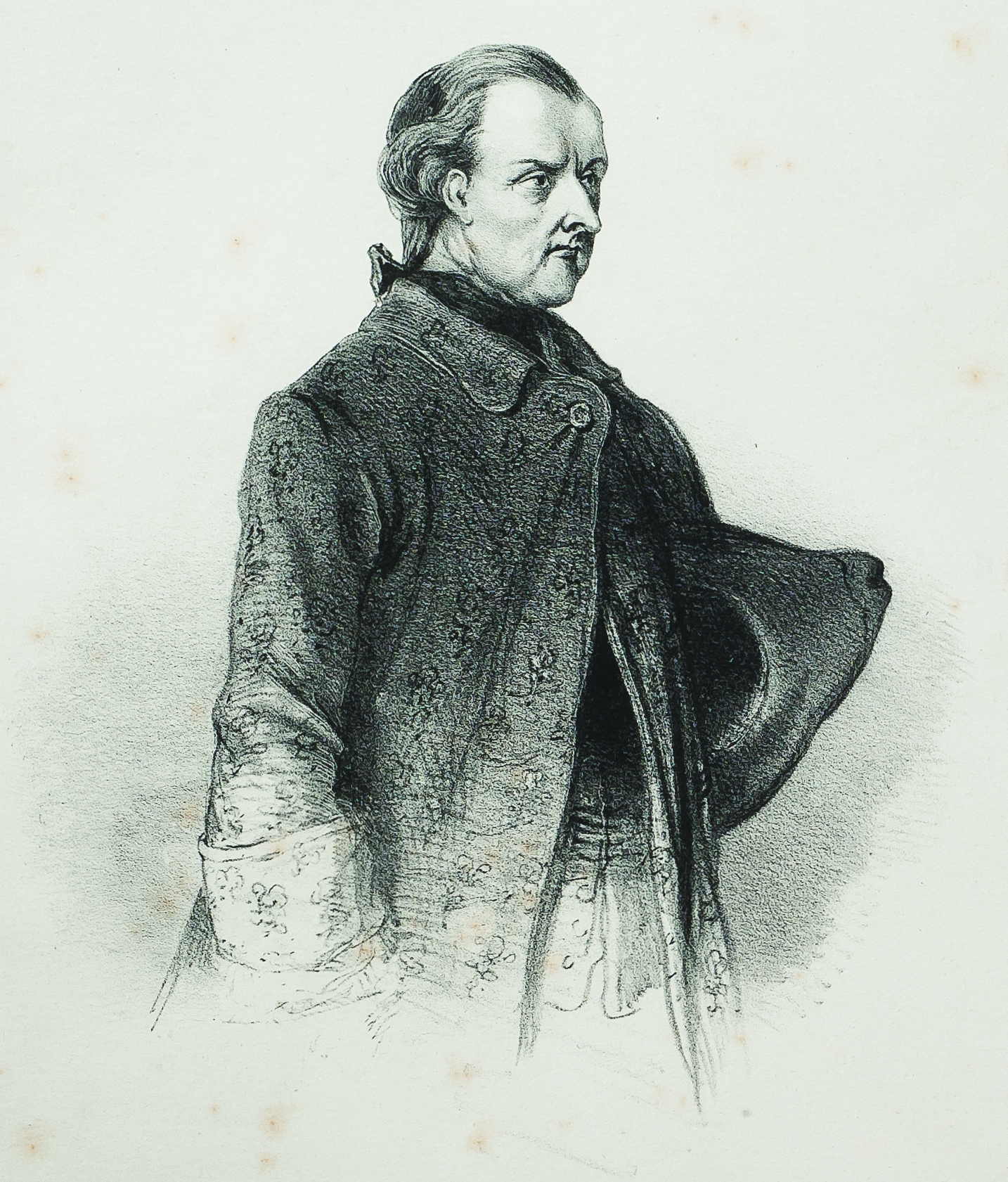
José Gaspar Rodríguez de Francia

Desconhece-se a origem do seu pai, afirmando-se que teria sido, ou um agricultor de origem francesa, ou um antigo funcionário público de origem luso-brasileira, de sobrenome Garcia de França, e que o próprio José Gaspar o teria traduzido para o espanhol. Estudos mais confiáveis afirmam que José Engracia García Rodríguez de Francia, apesar do nome pretensioso e da partícula “de” enobrecedora, era português plebeu, nascido possivelmente em Mariana, Minas Gerais, em 1739, e chegara ao Paraguai adolescente, nos anos 1750, com outros colonos luso-brasileiros, para fomentar a plantação e o beneficiamento do tabaco, em Yaguarón, nas proximidades de Asunción. Aos operários portugueses especialistas no trabalho com o tabaco, foi garantida a “igualdad de derechos con los españoles”. A sua mãe, Josefa de Velasco y Yegros, era paraguaia e pertencia a uma família ilustre de Assunção.
Após concluir os primeiros estudos na capital paraguaia, doutorou-se em Teologia de Direito Canónico Universidade de Córdoba do Tucumán, um dos institutos de ensino superior mais reconhecidos na América colonial espanhola, fundado pela Companhia de Jesus.
Em Asunción, dedicou-se ao magistério, assumindo, no Real Seminário de San Carlos, em 1786, a cátedra de “latinidad”, que abandonou pela advocacia, segundo parece devido suas ideias democrático-liberais e anticlericais. Ganhou fama de incorruptível e acérrimo defensor da justiça. Foi o ideólogo da revolução que, de 14 para 15 de maio de 1811, proclamou a independência do Paraguai, instaurando a primeira República da América do Sul.
Já homem adulto, assumiu responsabilidades políticas na administração colonial, desempenhando importante papel na independência do Paraguai, em 1811. Em aliança com os proprietários crioulos, reprimiu o partido espanholista e, a seguir, portenhista. Apoiando-se e apoiado pelos amplos segmentos camponeses do país (chacareros), reprimiu política e economicamente o partido dos proprietários crioulos, sendo eleito, inicialmente, cônsul ao lado de Fulgencio Yegros [1813] e, a seguir, ditador temporário [1814] e, ditador perpétuo [1816], por assembleias multitudinárias - mais de mil delegados, para população paraguaia de pouco mais de cem mil habitantes.
Em 1820, reprimiu com o apoio das classes plebéias a grande conspiração das oligarquias proprietárias contra o seu governo. Ao contrário do que era praticado no Prata, limitou-se a execução de poucos conspiradores, mandando a grande maioria para a prisão e, sobretudo, expropriando suas propriedades, que foram associadas às Estâncias da Pátria, que tinham suas rendas direcionadas ao financiamento das forças armadas e da administração, o que permitiu desoneração tendencial das classes populares no relativo aos impostos públicos.

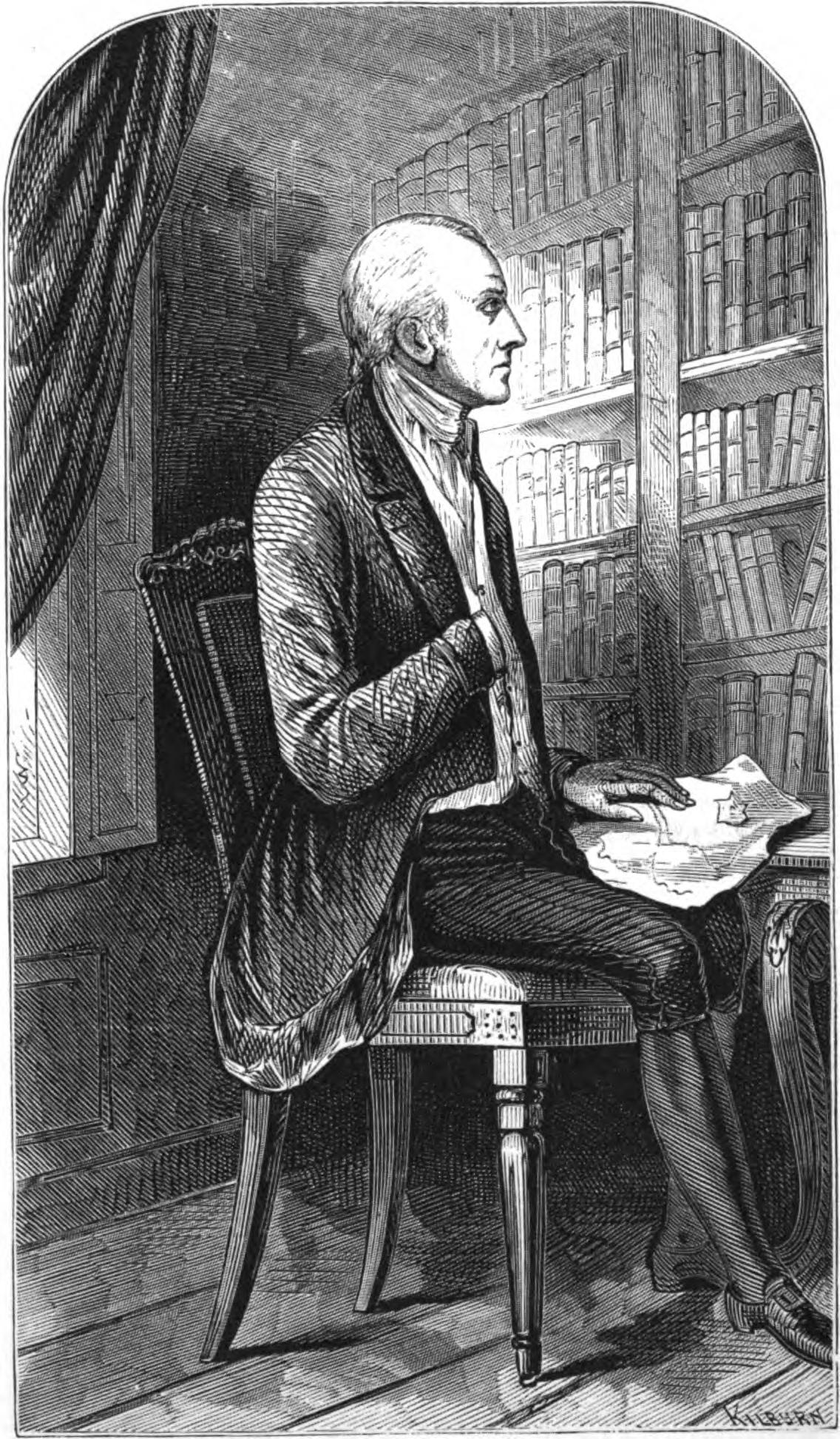
José Rodriguez Gaspar Francia

Conhecido como o "pai" da pátria paraguaia, o seu governo concentrou-se em manter o país independente de qualquer potência estrangeira, incutindo nos paraguaios um forte sentimento de pertença a uma nação única, homogênea e soberana. A sua principal preocupação foi com relação à pretensão Argentina de recompor o Vice-Reinado do Rio da Prata, que abrangera o território do Paraguai em tempos coloniais. Para tal, formou o primeiro exército paraguaio permanente, com pouco mais de mil homens, que consumia grande parte dos recursos públicos do país. Reorganizou igualmente as milícias locais, não pagas.
Talvez por isso, Simón Bolívar tenha acreditado que Rodríguez de Francia ajudaria o Brasil na Guerra Cisplatina, contra a Argentina, no que se mostrou incorreto, uma vez que Rodriguez de Francia, por sua política de não intervenção nos estados vizinhos, e pela necessidade de defender o seu próprio país, não prestou qualquer apoio ao Brasil, cujo representante diplomático expulsou de Assunção em 1828. Entretanto, Francia sempre se esforçou para manter boas relações com o Brasil, para garantir o comércio internacional através de São Borja, devido ao bloqueio comercial que o país conhecia no Prata por Buenos Aires.
O objetivo principal do governo de Rodríguez de Francia foi a consolidação da independência e a defesa da integridade territorial do Paraguai. Por isso, reivindicou, contra Buenos Aires, o direito da livre navegação nos rios da região, especialmente no Prata, a fim de evitar o controle de suas relações externas pelos vizinhos. A sua política de isolamento ante a anarquia que reinava nos estados vizinhos incluiu proibir os compatriotas e mesmo os estrangeiros de sair do país. Para emigrar, era necessário um passaporte especial por ele concedido pessoalmente.
Francia não chegou a proclamar formalmente a independência do Paraguai, o que ocorreria apenas em 1842.
Rodríguez de Francia criou uma sólida convicção cidadã da Independência Nacional, e a consciência do auto abastecimento, incrementando a agricultura, a pecuária, os trabalhos artesanais e a indústria têxtil.
José Gaspar de Francia morreu, em 20 de setembro de 1840, sem receber assistência religiosa, segundo sua vontade. Como vivera com extrema frugalidade, mandou distribuir os salários que não recebera entre os soldados estacionadas na fronteira do país. Desconhece-se o fim que seu corpo teve, após enterramento cerimonioso na Igreja da Encarnação, en Asunción. Acredita-se que seu sucessor Carlos Antonio López tenha ordenado o desparecimento do corpo, já que o jazigo se transformara em centro de peregrinação de seus partidários.
Foi conhecido como "Karaí Guazú" (do guarani, "Grande Senhor", mas que é utilizado no Paraguai como "Pai de Todos").
É o personagem principal do romance "Eu, o Supremo", do escritor paraguaio Augusto Roa Bastos, obra com que foi agraciado com o Prêmio Miguel de Cervantes da Literatura Espanhola em 1989. Está traduzido em mais de 25 idiomas.
Francia dá nome à rodovia paraguaia Rota 07.